# Кожушки (Гомельская область)
Кожу́шки (бел. Кажу́шкі) — упразднённая деревня в Судковском сельсовете Хойникского района Гомельской области Беларуси.
Находится на территории Полесского радиационно-экологического заповедника.

## География
В 1930-х годах возле деревни обнаружены залежи торфа и железной руды.

### Расположение
В 28 км на юго-запад от районного центра Хойники и железнодорожной станции в этом городе, расположенной на ветке Василевичи — Хойники, отходящей от линии Брест — Гомель, в 133 км от Гомеля.

### Гидрография
На севере мелиоративные каналы, связанные с рекой Припять (приток реки Днепр).

## Транспортная система
Транспортная связь по автодороге с деревней Ломачи.
В деревне нет жилых домов (2004 год). Планировка состоит из длинной криволинейной улицы, с ориентацией с юго-востока на северо-запад. К этой улице с севера примыкает короткая улица. Застройка двухсторонняя. Дома деревянные, усадебного типа.

## Экология и природа
В связи с радиационным загрязнением после Чернобыльской катастрофы жители (214 семей) переселены в места не загрязнённые радиацией.

## История
В акте ограничения Брагинской волости от 7 (17) марта 1512 г. назван, сопредельный с ней “остров Кожушки” (вероятно, существовало и одноимённое село); в описании Чернобыльского замка 1552 г. упомянуты “Кожушковцы на Припети Бискупа Киевскаго и иншие села по всемъ повете Чорнобыльскомъ…”, там же названы “Кожушковичи”. Административная принадлежность последнего на то время – Киевское воеводство Великого Княжества Литовского, с середины 1569 г. – Королевства Польского. Собственность Киевской митрополии. После 2-го раздела Речи Посполитой в 1793 году в составе Российской империи. В 1811 году Кожушки – во владении помещика Горвата. В 1885 году в селе располагались Свято-Троицкая церковь, мельница.
В 1897 году в селе находились: церковь, школа грамоты, хлебозапасный магазин, мельница. Возле деревни находился одноимённый фольварк с численностью в 57 жителей.
С 8 декабря 1926 года до 1986 года центр Кожушковского сельсовета Юровичского, 8 июля 1931 года Хойникского района Речицкого, с 9 июня 1927 года Мозырского (до 26 июля 1930 года и с 21 июня 1935 до 20 февраля 1938 года) округов, с 20 февраля 1938 года Полесской, с 8 января 1954 года Гомельской областей.
В 1931 году жители деревни вступили в колхоз имени А. Г. Червякова. В деревне работали паровая мельница, 2 кузницы.
Во время Великой Отечественной войны на фронтах и партизанской борьбе погибли 98 жителей деревни. В мае 1943 года оккупанты полностью сожгли деревню и убили 92 жителя.
В 1959 году деревня была центром колхоза имени XXII съезда КПСС. В Кожушках находились 8-летняя школа, клуб, библиотека, фельдшерско-акушерский пункт, отделение связи, магазин.
До 31 декабря 2009 года в Дворищанском сельсовете, который переименован в Судковский.

## Население

### Численность
1980-е годы — жители деревни (214 семей) переселены.

### Динамика
- 1885 год — 41 двор, 210 жителей.
- 1897 год — 89 дворов, 334 жителя (согласно переписи).
- 1930 год — 218 дворов, 1010 жителей.
- 1940 год — 230 дворов.
- 1959 год — 869 жителей (согласно переписи).

1980-е годы — жители деревни (214 семей) переселены.

## Достопримечательности
- Памятник землякам (131 житель), погибшим в Великой Отечественной войне. В 1975 году в центре деревни установлена стела.